# Lijst van nummer 1-hits in de Verrukkelijke 15 in 1985
Deze nummers stonden in 1985 op nummer 1 in de Verrukkelijke 15.
| Nummer | Datum        | Artiest                   | Titel                             |
| ------ | ------------ | ------------------------- | --------------------------------- |
| 23     | 8 januari    | Tears for Fears           | Shout                             |
|        | 15 januari   | Tears for Fears           | Shout                             |
|        | 22 januari   | Tears for Fears           | Shout                             |
|        | 29 januari   | Tears for Fears           | Shout                             |
|        | 5 februari   | Tears for Fears           | Shout                             |
|        | 12 februari  | Tears for Fears           | Shout                             |
| 24     | 19 februari  | The Associates            | Breakfast                         |
| 25     | 26 februari  | Killing Joke              | Love Like Blood                   |
|        | 5 maart      | Killing Joke              | Love Like Blood                   |
|        | 12 maart     | Killing Joke              | Love Like Blood                   |
|        | 19 maart     | Killing Joke              | Love Like Blood                   |
|        | 26 maart     | Killing Joke              | Love Like Blood                   |
| 26     | 2 april      | Talking Heads             | Slippery People                   |
| 27     | 9 april      | Tears for Fears           | Everybody Wants to Rule the World |
| 28     | 16 april     | Simple Minds              | Don't You (Forget About Me)       |
|        | 23 april     | Simple Minds              | Don't You (Forget About Me)       |
|        | 30 april     | Simple Minds              | Don't You (Forget About Me)       |
|        | 7 mei        | Simple Minds              | Don't You (Forget About Me)       |
|        | 14 mei       | Simple Minds              | Don't You (Forget About Me)       |
| 29     | 21 mei       | Depeche Mode              | Shake The Disease                 |
| 30     | 28 mei       | Trafassi                  | Wasmasjien                        |
|        | 4 juni       | Trafassi                  | Wasmasjien                        |
| 31     | 11 juni      | Propaganda                | Duel                              |
|        | 18 juni      | Propaganda                | Duel                              |
|        | 25 juni      | Propaganda                | Duel                              |
| 32     | 2 juli       | Bruce Springsteen         | Trapped                           |
| 33     | 9 juli       | Fine Young Cannibals      | Johnny Come Home                  |
|        | 16 juli      | Fine Young Cannibals      | Johnny Come Home                  |
| 34     | 23 juli      | Sting                     | If You Love Somebody              |
| 35     | 30 juli      | The Cure                  | In Between Days                   |
|        | 6 augustus   | The Cure                  | In Between Days                   |
| 36     | 13 augustus  | Kate Bush                 | Running Up That Hill              |
|        | 20 augustus  | Kate Bush                 | Running Up That Hill              |
|        | 27 augustus  | Kate Bush                 | Running Up That Hill              |
|        | 3 september  | Kate Bush                 | Running Up That Hill              |
| 37     | 10 september | The Cult                  | She Sells Sanctuary               |
|        | 17 september | The Cult                  | She Sells Sanctuary               |
|        | 24 september | The Cult                  | She Sells Sanctuary               |
| 38     | 1 oktober    | Simple Minds              | Alive and Kicking                 |
| 39     | 8 oktober    | The Cure                  | Close to Me                       |
|        | 15 oktober   | The Cure                  | Close to Me                       |
|        | 22 oktober   | The Cure                  | Close to Me                       |
| 40     | 29 oktober   | Suzanne Vega              | Marlene on the Wall               |
|        | 5 november   | Suzanne Vega              | Marlene on the Wall               |
| 41     | 12 november  | Siouxsie and the Banshees | Cities in Dust                    |
|        | 19 november  | Siouxsie and the Banshees | Cities in Dust                    |
| 42     | 26 november  | Sting                     | Russians                          |
|        | 3 december   | Sting                     | Russians                          |
|        | 10 december  | Sting                     | Russians                          |
| 43     | 17 december  | Talk Talk                 | Life's What You Make It           |
|        | 24 december  | Talk Talk                 | Life's What You Make It           |